# Ohashi Yuki
Yuki Ohashi (sinh ngày 27 tháng 7 năm 1996) là một cầu thủ bóng đá người Nhật Bản.

## Sự nghiệp câu lạc bộ
Yuki Ohashi đã từng chơi cho Shonan Bellmare.